# Basiliek van Rankweil
De Parochie- en bedevaartskerk Onze-Lieve-Vrouw Maria Visitatie (Duits: Pfarr- und Wallfahrtskirche Unsere Liebe Frau Mariä Heimsuchung), ook: Basiliek van Rankweil, is een rooms-katholieke basiliek in het Oostenrijkse Rankweil. De kerk is centraal in de plaats gelegen op de Liebfrauenberg. In 1985 werd de tot het bisdom Feldkirch behorende kerk tot basilica minor verheven.
Van de voormalige burcht van het gravenhuis Montfort bleef niet over. Vanaf het jaar 1470 werd een reeds bestaande weerkerk gerenoveerd en vergroot. In het oosten van de kerk bevindt zich een kerkhof met verdedigingsmuren en overdekte weergangen met schietgaten en een forse poorttoren.

## Inrichting
In de kerk bevindt zich een crucifix uit het einde van de 12e eeuw. De klokken dateren uit de jaren 1470, 1497, 1548, en 1719. Het orgel van Alois Schönach uit het jaar 1873 werd in 1961 verbouwd.
In de jaren 1657-1658 werd door de bouwmeester Michael Beer een barokke Loretokapel als zijschip toegevoegd. 

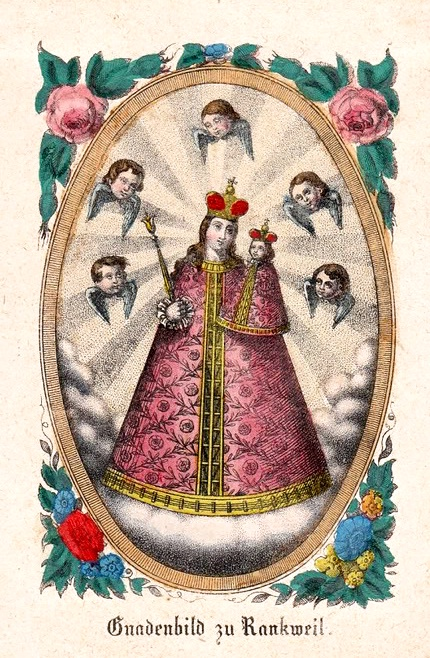
19e-eeuwse prent van het genadebeeld

## Bedevaart
In de kerk bevinden zich drie voorwerpen van verering.
Het genadebeeld van lindenhout stamt uit de 15e eeuw en werd door Hans Rueland uit Opfenbach (Allgäu) gemaakt. Het betreft een Maria die op een maansikkel staat. Maria draagt Jezus op haar linkerarm, die zich met de rechterarm aan de hals van zijn moeder vasthoudt. In de andere hand houdt het kind een gouden walnoot in de hand. De walnoot is een symbool van Christus: de groene bolster duidt op Christus' lijden op aarde, de houten schaal wijst op het hout van het kruis en de daarin verborgen vrucht staat symbool voor de leven gevende, goddelijke natuur van Christus,      
Het zilveren kruis kwam in 1233 naar de kerk en bevindt zich in een omhulsel van zilverbeslag. Het houten kruis werd in 1723 met koper bekleed. In 1780 verving een goudsmid uit Feldkirch heimelijk het koper door zilver. Hiervoor gebruikte de goudsmid de zilveren votiefgaven, om ze te behoeden voor een verplichte uitlevering aan de keizerlijke regering in Wenen. Het kruis is 131 centimeter hoog en weegt ongeveer 36 kg.
In de kleine Fridolinkapel onder de sacristie bevindt zich de steen van de heilige Fridolin, een belangrijke evangelist in de Duitse streken. Volgens de legende zou de heilige Fridolin bij de steen hebben geknield en gebeden en wel zo vurig, dat hij met zijn armen en knie afdrukken in de steen achterliet. Sommige mensen geloven dat een knie in de afdrukken reuma en andere pijnen verzacht.

## Oorlogsmonument
Het oorlogsmonument werd in het jaar 1951 naar het ontwerp van Hugo Wank gemaakt. Het toont een engel, een gevallene en een mozaïek van Martin Häusle uit 1952.